# カルロス (テロリスト)
イリイチ・ラミレス・サンチェス（Ilich Ramírez Sánchez、1949年10月12日 - ）は、ベネズエラ人の国際テロリスト。コードネームはカルロス、通称はカルロス・ザ・ジャッカル。
1973年から1984年にかけて14件のテロ事件に関与し、世界中で83人を殺害して100人を負傷させ、世界を暗躍して極左テログループを指揮し、インターポール（国際刑事警察機構）から最重要指名手配となっていたが、1994年に潜伏先で逮捕された。
先述の通称は、1971年に発表されたフレデリック・フォーサイスの小説『ジャッカルの日』に由来する。

## 来歴

### 生い立ち
ベネズエラの首都カラカスで資産家の3人兄弟の長男として生まれる。父親は、辣腕弁護士の熱心な共産主義者で、息子たちに革命家レーニンからとってそれぞれイリイチ、ウラジーミル、レーニンと名付けた。カラカスの名門の学校で学んだあと、14歳で学生共産党に入党。その後イギリスへ留学し、ロンドンで留学生活を送った。

### テロを学ぶ
1968年に、共産主義者である父親の支援を受け、ソ連の首都であるモスクワにあるパトリス・ルムンバ民族友好大学に留学し、スパイおよびテロリストとなるべく特別破壊工作を学ぶが、出来のいい学生ではなかったと伝えられている。

### テロリストとしての道
1969年にヨルダンに向かいそこにいた世界各地のテロリストたちと面識をもつようになった。1970年にパレスチナ解放人民戦線（PFLP）に合流。1972年の日本赤軍によるテルアビブ空港乱射事件では、武器の調達に関わったと言われている。1973年にはワディ・ハダド率いるPFLPの分派組織「パレスチナ解放人民戦線・外部司令部」（PFLP－EO）に参加。以後多くのテロを指揮するようになる。

### 欧州でのテロ活動
1973年6月、パレスチナ活動家のモハメド・ブーディアがモサド工作員の仕掛けた爆弾によって暗殺された。ブーディアはファタハの分派組織黒い九月の欧州代表者であり、1972年に起きたミュンヘンオリンピック事件の主犯の一人と見られていた。ブーディア暗殺後、カルロスはハダドの指令で欧州へ渡りテロ活動に従事するようになった。1973年にロンドンのマークス&スペンサー社社長の暗殺未遂に関与し、1974年9月にはパリ・サンジェルマン・デプレ地区のピュブリシス薬局で、1972年6月に在西独米軍基地から盗まれたM26手榴弾を投げつけて2名の死者、34名の負傷者をだした爆破テロに関わる（ピュブリシス薬局テロ事件, fr ）。またオランダで起きたハーグ事件では日本赤軍の後方支援を担当。1975年1月にはオルリー空港襲撃事件に関与。同年3月にパリ5区トゥーリエ街 (fr) 9番地潜伏中にアジトへ踏み込んできたフランス国土監視局（DST）捜査官2人を射殺し、捜査官1人に負傷を負わせ、レバノン人情報提供者を射殺した（トゥリエ街連続射殺事件, fr）。
DST捜査官射殺事件で有名になった「カルロス」を追っていたイギリスガーディアン紙が、カルロスの元彼女と交際していた男性から、自分たちの住むロンドンのアパートにカルロスが置いていった兵器などの遺留品があるという連絡を受けて取材していた際、本棚に『ジャッカルの日』があったことを報じたために「ジャッカル」というあだ名がつくようになった。ただしこの本はカルロスの持ち物ではなく、ガーディアン紙に通報した人物の持ち物であり、カルロス自身は『ジャッカルの日』を読んでいたわけではないとみられる。このDST捜査官射殺事件の時から、カルロスはDSTに執拗に狙われるようになった。

### OPEC襲撃

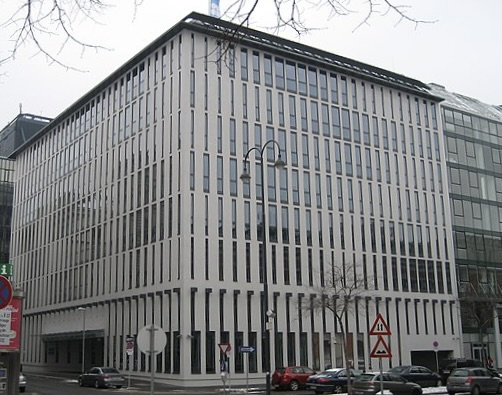
OPEC本部

12月には西ドイツの極左過激派組織「革命細胞」（RZ）及びPFLP-EOのメンバーらと共に、世界中にその名が知れ渡ったOPEC本部襲撃事件を引き起こす。ウィーンのOPEC本部では、石油相会議が開かれていた。この時現れたカルロスら6人は警備の警官を銃撃後、各国代表ら総勢70名を人質にとった。オーストリア当局を相手に交渉を開始し相手側は全ての要求を受け入れ、国営ラジオも声明文を放送した。
この事件における真の目的は、ハダドを援助していたイラクの支援の下、サウジアラビアのヤマーニー石油鉱物資源相とイラクと敵対していたイランのアモウゼガル石油相の暗殺にあり、リビアのカッザーフィー（カダフィ）政権もこの事件を支援していたとする説がある。
事件後、用意されていた飛行機でアルジェリアへ逃走したが、到着したところでアルジェリア当局によりほとんどの身代金を没収された。その後リビアのトリポリを経由してブダペストに着いたが、人質を殺さずに解放してしまったことやカルロスが身代金の一部を着服していたことからハダドから叱責され、PFLP－EOを追放された。

### 潜伏
追放後は、バグダードに潜伏。金次第で誰の命令でも従う傭兵のような存在になった。ここで一番目の妻でRZの女性メンバーと結婚している。1979年から1984年の間は、KGBの圧力を受けたハンガリー政府の事実上の庇護の元、ブダペストに潜伏している。この間東ドイツの情報機関であるシュタージやシリアの空軍情報部と接触している。

### フランスでの連続テロ
1981年9月4日、レバノンのベイルートで駐レバノンフランス大使ルイ・ドラマール (Louis Delamare) が公邸の近くで襲撃され死亡した。この時の襲撃犯はシリア情報部の工作員であったことが後にわかっている。彼はPLOのアラファト議長とフランス外相の会談をシリア代表抜きで行おうとしており、そのことでシリア側の怒りを買い暗殺されたのである。シリアはさらなるテロを企てるため、カルロスにパリ8区の新聞社「アル＝ワタン・アル＝アラビー」の社屋爆破及び編集長アブ・ザハルの暗殺を依頼する。この「アル＝ワタン・アル＝アラビー」紙はシリア反体制派系の新聞社であり、シリアと敵対するイラクの情報部から資金提供を受けていたとされる。1982年2月16日、依頼を受けたカルロスの協力者2名がパリで編集部爆破を試みるが未遂に終わった。
その後逮捕された仲間の釈放を求め連続テロを予告。1982年3月29日釈放要求に反対したシラク市長が乗る予定であったトゥールーズ行き急行列車キャピトル号を爆破 (fr)。この2週間後にはレバノン・ベイルートでフランス大使館の暗号解読係が妊娠中の妻とともに射殺された。1982年4月22日には再度「アル＝ワタン・アル＝アラビー」紙編集部爆破を決行 (fr)。1983年12月31日には、タン＝レルミタージュとマルセイユ・サン・シャルル駅間のTGV車内でも爆破を行った。これら一連のテロでいずれも多数の死傷者を出す大惨事となった。1984年からはダマスカスに潜伏。シリア空軍情報部の指令でパリに亡命しているムスリム同胞団幹部の暗殺未遂などに関与した。

### 冷戦崩壊後
その後冷戦終結によりソ連や東側諸国からの支援を失い、アメリカ合衆国の圧力もあって、潜伏していたシリアからも国外追放となる。消息が途絶え死亡説すら流れたが、1991年に南イエメン、リビア、そしてヨルダンを経て、イラン当局の手引きでオマル・アル＝バシール政権下のスーダンに入国し、湾岸戦争を利用してイスラム諸国の主導権をサウジアラビアからスーダンが奪うことをバシール政権が狙ってハサン・トラービーに開催させた人民アラブ・イスラム会議にはオサマ・ビンラディンやアイマン・ザワヒリ、ジョージ・ハバシュ、アブ・ニダル、ハマス、ヒズボラ、アブドゥル・ラスル・サイヤフ、グルブッディーン・ヘクマティヤールなど著名な過激派とともに参加した。
スーダンでは形の上だけであるがイスラム教に入信し、石油実業家のアブドゥッラー・バカーラと名乗り、シリア人の妻と高級住宅地で暮らし、外交官クラブに顔を出しては酒を飲んでいた。このころ、睾丸の病を患い苦しんでいたとされる。

### 身柄拘束
スーダン政府はカルロスの国内潜伏を確認していたが、フランスの度重なる身柄引き渡し要求に応える形で遂に逮捕を決定する。これには両国政府の間で何らかの取引があったものと思われる。
1994年8月14日に、スーダンの首都ハルツームでスーダン警察に拘束。15日にフランスに移送され、パリのサンテ刑務所に拘置される。弁護人には独裁者や過激派などの弁護で悪魔の代弁者と呼ばれるジャック・ヴェルジェスがついた。1997年の裁判では自ら革命家を名乗り終身刑の判決を受けると左手のこぶしを突き上げ「革命万歳」と叫んだ。収監中に面会にきた弁護士と獄中結婚している。

## 関連作品
- 『アサインメント』（映画）：1997年、アメリカ製作
- 『Cat Shit One'80』　（漫画）：小林源文著
- 『ジャッカルの日』　（フィクション）：フレデリック・フォーサイス著
- 『ジャッカル』（映画）：1997年、アメリカ製作
- 『暗殺者』　（フィクション）：ロバート・ラドラム著
- 『コードネーム：カルロス　戦慄のテロリスト』（テレビ映画）：2010年、フランス製作
- 『カルロス』（映画）：2010年、フランス製作　上記TVシリーズの劇場公開版。